# Gianni Baget Bozzo
Gianni Baget Bozzo (ur. 8 marca 1925 w Savonie, zm. 8 maja 2009 w Genui) – włoski duchowny katolicki, polityk i publicysta, poseł do Parlamentu Europejskiego II i III kadencji.

## Życiorys
Absolwent prawa, filozofii i teologii. W 1967 przyjął święcenia kapłańskie, po czym pracował jako ksiądz Kościoła katolickiego. Zajmował się także działalnością publicystyczną, był redaktorem pisma o tematyce teologicznej i współpracownikiem włoskich dzienników. Opublikował kilka książek poświęconych historii chrześcijańskiej demokracji i bieżącej sytuacji politycznej Włoch, a także o tematyce teologicznej i filozoficznej.
Działał jednocześnie w Chrześcijańskiej Demokracji, w drugiej połowie lat 50. był radnym miejskim w Genui. W 1984 wystartował do Europarlamentu z ramienia Włoskiej Partii Socjalistycznej, kardynał Giuseppe Siri podjął wówczas decyzję o jego zawieszeniu w pełnieniu funkcji kapłańskich. Gianni Baget Bozzo uzyskał wówczas mandat eurodeputowanego II kadencji, z powodzeniem ubiegał się o reelekcję w 1989, zasiadając w PE do 1994. Był członkiem frakcji socjalistycznej, pełnił m.in. funkcję wiceprzewodniczącego Podkomisji ds. Bezpieczeństwa i Rozbrojenia.
Od 1994 należał do partii Forza Italia, był jednym z ideologów tego ugrupowania. Publikował w prasie należącej do koncernu Silvia Berlusconiego.